# Нірі-каган
Нірі-каган (д/н—604) — 1-й володар Західнотюркського каганату в 603—604 роках. У персів відомий як Пармуда (Барамуда), вірмен — Іль-тегін (Ель-тегін), китайців — Нілікехань.

## Життєпис
Походив з династії Ашина. Старший син Янг-Соух-тегіна й онук великого кагана Кара-Чурин-Тюрка. При народженні отримав ім'я Буюрук. 589 року його батько загинув у війні з Персією. За різними відомостями тоді ж Буюрук потрапив у полон або за наказом діда уклав мирну угоду з перським шахом Орміздом IV, що був його родичем за жіночою лінією.
593 року отримав у володіння Пайкенд з областю (центральний Мавераннахр). 599 року отримує титул ябгу-тардуша (намісника) західної частини Тюркського каганату. Змінив ім'я на Нірі-каган. Передав Пайкендське володіння братові Поші-Деле.
600 року почалася нова війна Тюркського каганату з імперією Суй. У 601 році китайці через свого шпигуна Чансуня Шен'іня (можливо у змові з дружиною Нірі — китаянкою Сяньші) вдалися до підбурення васала західних тюрків — тєле — на повстання. До повстанців приєдналися хуйху-уйгури та сир-тардуші (сеяньто). Нірі-каган зазнав від них поразки, але зрештою 603 року завдав їм поразки.
603 року після смерті Кара-Чурин-Тюрка оголосив себе великим каганом, але цього не визнав Ямі-каган, що став володарем Східнотюркського каганату. У цій боротьбі у 604 році Нірі-каган загинув. Владу перебрав його стрийко Басил-тегін.